# Ashley Wilkes
George Ashley Wilkes – główny bohater powieści Margaret Mitchell Przeminęło z wiatrem.

## Charakterystyka
Elegancki Ashley poślubił swa kuzynkę, Melanie. Jako człowiek honorowy, zapisał się do armii Skonfederowanych Stanów Ameryki. Uważał, że uwolni niewolników po śmierci ojca, nawet gdyby wojna tego nie zrobiła. Wielu z jego przyjaciół i krewnych zginęło podczas konfliktu. Jemu udało się przeżyć tylko po to by widzieć ruiny dawnego życia, które przeminęło z wiatrem. Ashley był księciem na białym koniu dla Scarlett i ciągle zajmował jej umysł w trakcie − i pomimo − trwania trzech małżeństw. „Pożądała go i kochała, ale nigdy go nie rozumiała”.
Jego postać jest personifikacją tragedii wyższych klas Południa po zakończeniu wojny secesyjnej. Pochodził z uprzywilejowanej grupy, był człowiekiem honorowym i dobrze wykształconym. Uwielbiał jazdę konną, alkohol, kobiety i broń, ale ponad to – wyróżniało to Ashleya pośród jego rówieśników – miłował poezję, sztukę oraz podróże. Był wyraźnym kontrastem do innego bohatera powieści, Rhetta Butlera – osoby zahartowanej, twardej i pełnej życia. Rhett był szorstki i praktycznie podchodzi do życia oraz robił wszystko by przetrwać w ówczesnym świecie. W kontraście, Ashley był bezużyteczny co nawet Melanie przyznała na łożu śmierci. Nie podejmował się wielu działań, które wykonywał Butler, gdyż nie były odpowiednie dla dżentelmena. Ashley walczył w wojnie domowej ale z miłości do swej małej ojczyzny a nie z nienawiści do Jankesów. Uważał, że ci zostawią Południe w spokoju. Jako żołnierz okazał na tyle dużo cech przywódczych, że mianowano go na stopień majora. Ashley żyłby w spokoju i zadowoleniu gdyby wojna nie wybuchła. Zmieniła jednak wszystko i zasiała w nim żal, że przewróciła jego świat do góry nogami i zmiotła to w co wierzył, jak wiatr.

## Historia

### „Przeminęło z wiatrem”autorstwaMargaret Mitchell

#### Przed wojną
(rozdziały 1−6)
Ashley pojawił się po raz pierwszy w „Dwunastu Dębach”, na barbecue w kwietniu 1861 roku. Ogłosił zaręczyny z Melanie Hamilton a wkrótce potem dowiedział się, że jej brat Charles ożenił się z Katie Scarlett O’Hara. Scarlett podkochiwała się w Ashleyu, ale gdy ten odrzucił jej deklaracje miłości, zrobiła mu na złość zaręczając się z Charlesem i poślubiając go. Wybuchła wojna secesyjna i obie pary szybko wzięły ślub, po czym mężczyźni poszli na wojnę.

#### Podczas wojny
(rozdziały 7−28)
Mimo wielu zwycięstw południowej strony konfliktu, to bitwa pod Gettysburgiem z 1863 roku okazała się punktem zwrotnym. Ashley, awansowany do rangi majora w Armii Północnej Wirginii, gdzie walczył, nie poległ w niej co przyniosło ulgę żonie i szwagierce. Przyjechał do domu ciotki Sary Jane „Pittypat” Hamilton, do Atlanty, na tygodniową przepustkę. Kobiety nie widziały go od dwóch lat a zanim wrócił do oddziału, Scarlett przyrzekła mu, że zaopiekuje się Melanie.
Ashley stał się jeńcem wojennym. Trafił do Rock Island Arsenal jako ranny więzień. Miało ono złą sławę pośród konfederatów, gdyż tylko 25% tych co odbywali tam karę wracała do domu a reszta umierała z powodu chorób.

#### Po wojnie
(rozdziały 29−63)
W kwietniu 1865 roku wojna się skończyła a Tara stała się przystanią dla znajomych żołnierzy pokonanej Konfederacji. Ashley wrócił do żony i do syna, Beau Wilkesa, którzy zamieszkali w Tarze.
Wkrótce Scarlett doprowadziła do odbicia narzeczonego swej siostry Franka Kennedy'ego by zapłacić podatek–kontrybucję za Tarę i przeniosła się ponownie do Atlanty. Melanie zmusiła Ashleya by nie przeprowadzał się do Nowego Jorku i został na miejscu, gdyż Scarlett dbała o to by nie umarli z głodu. Pani Kennedy rozwinęła działalność męża o tartak i wprzęgła Ashleya w jego zarządzanie, przez co z Melanie wrócili do Atlanty. Gdy została napadnięta, Ashley i Frank − jako członkowie Ku Klux Klanu − udali się do lasu by ukarać rozbójników. Ashley został ranny a Rhett uratował go przed karą za samosąd dając mu alibi wizyty w przybytku Belle Watling. Frank zginął tamtej nocy i Melanie zapewniała Belle, że jej szwagierka przeżywa żałobę. Rok po śmierci Franka zaręczyła się i wyszła za mąż za Rhetta.
Gdy w miasteczku wybuchł skandal, dotyczący domniemanego romansu Ashleya i Scarlett, India Wilkes przekazała te informacje do Melanie. Ta ucięła wszystkie spekulacje i stanęła w obronie Scarlett, zapraszając ją na przyjęcie urodzinowe męża. Scarlett, podpuszczona przez Rhetta, zdecydowała się sprzedać tartaki Ashleyowi. Wilkes uzyskał pieniądze z niewiadomego mu źródła. W liście była tylko informacja, że jest to spadek od przyjaciela, któremu kiedyś pomógł.
W 1873 roku Melanie ponownie zaszła w ciążę, pomimo ostrzeżeń doktora Meade. Po poronieniu zaczęła słabnąć. Scarlett zobowiązała się zaopiekować bratankiem i Ashleyem oraz by była dobra dla Rhetta, gdyż kapitan tak ją kochał. Jej śmierć była przyczyną zmiany u Scarlett. Uświadomiła sobie, że on kochał tylko Melanie, a ona tylko swego męża. Scarlett była wdzięczna losowi za to, że Melanie zmarła nie mając świadomości o tym co łączyło ją z jej małżonkiem.

### „Scarlett”

#### Miniserial, na podstawie książki
Ashley (Stephen Collins) pochował Melanie i zamieszkał z siostrą Indią (Pippa Guard). Załamany po jej stracie, kupił od Scarlett tartak, ale nie dostawał zleceń na budownictwo. Scarlett dowiedziała się tego od prawnika, wuja Henry'ego Hamiltona (George Grizzard) i zleciła budowę domów swemu wykonawcy, Dużemu Sammy (Paul Winfield). Ashley jest szczęśliwy. Wizyta jaką Scarlett mu złożyła, doprowadziła jednak do skandalu towarzyskiego. Anne Hampton (Annabeth Gish) widziała jak Scarlett weszła do pokoju hotelowego mężczyzny i powiedziała o tym matce Rhetta, Eleanor (Julie Harris). Kobieta pocałowała wdowca po Melanie i wyszła po 10 minutach, ale strat wizerunkowych już nie odrobiła.
Po rozwodzie Rhetta ze Scarlett, Ashley wyjawił córce Geralda, że wie o jej zleceniu na budowę domów. Scarlett, początkowo nie chcąc tego zrobić, przekazała mu informacje, że urodziła dziecko byłemu mężowi. Zobowiązał się dochować tajemnicy. Scarlett sprzedała wszystko co posiadała w Ameryce i przeniosła się do Irlandii.

## Źródła
- Margarett Mitchell, Przeminęło z wiatrem, wydawnictwo Albatros, Warszawa 2018, przełożyła Celina Wieniewska, rozdziały 1-63, stron 1135, ISBN 978-83-7985-662-6
- Aleksandra Ripley, Scarlett tom 1, wydawnictwo Atlantis, Warszawa 1991, przełożył Robert Reszke, rozdziały 1-32, stron 311, ISBN 83-900006-8-7
- Aleksandra Ripley, Scarlett tom 2, wydawnictwo Atlantis, Warszawa 1991, przełożył Robert Reszke, rozdziały 33-89, stron 492, ISBN 83-900006-8-7